# Jersey Shore

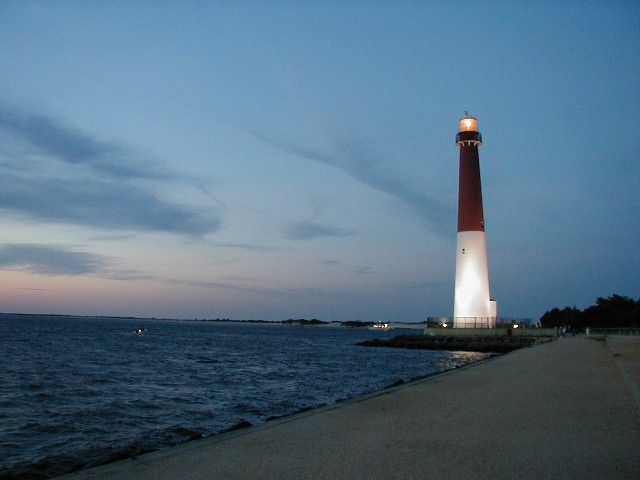
Barnegat Lighthouse i Barnegat Light, Long Beach Island, New Jersey.

Den här artikeln handlar om kusttrakten Jersey Shore. För dokusåpan Jersey Shore, se Jersey Shore (TV-serie).
Jersey Shore är kustområdet i delstaten New Jersey i nordöstra USA. Regionen sträcker sig från Sandy Hook i norr till Cape May i söder, vilket är en sträcka på 210 km. Området sträcker sig över fyra countyn: Monmouth, Ocean, Atlantic och Cape May County, av vilka de två förstnämnda räknas till New Yorks storstadsregion.